# Muricodrupa fenestrata
Muricodrupa fenestrata é uma espécie de gastrópode do gênero Muricodrupa, pertencente a família Muricidae.